# أبو سيدو
أبو سيدو (بالإنجليزية: Abu Seidu)‏ هو لاعب كرة قدم غاني في مركز الهجوم، ولد في 18 يناير 1987 في غانا. لعب مع أكاديمية غرب إفريقيا لكرة القدم ونادي الملك فيصل.